# Asesinato de Graham McKenna
El asesinato de Graham McKenna fue un asesinato perpetrado por Gary Carl Finlay (nacido en 1962, en Birkenhead )  que ocurrió en The Wirral el 10 de enero de 2009. La víctima, Graham McKenna (1963 - 2009), era un ex soldado que había servido durante 22 años en el 22º Regimiento (Cheshire). Todavía estaba vinculado al ejército, ostentando el rango de cabo. La mañana de su muerte le había dado clases a reclutas del Ejército Territorial en el Centro de Entrenamiento Regional de la 42 Brigada en Altcar, Formby.

## El asesinato
McKenna y su hijo Michael caminaban hacia una parada de autobús en Upton Road, Claughton, cuando Finlay los abordó. Finlay los apuñaló repetidamente en el abdomen, pero ambos lograron tambalearse hasta la calle Speedwell Road. Fueron trasladados al hospital Arrowe Park, donde Graham McKenna falleció. A pesar de las múltiples puñaladas, Michael sobrevivió. Aunque la policía no había publicado detalles de la conversación que tuvo lugar durante el incidente, no había muchas dudas en cuanto a la identidad del atacante.

## Motivo y consecuencias
Finlay y McKenna estaban relacionados ya que la exesposa de Finlay era hermana de la esposa de McKenna. Su motivo fue que McKenna se había ofrecido a testificar en el proceso de divorcio de Finlay. Finlay también apuñaló al hijo de Graham, Michael McKenna de 14 años, alumno de la escuela Ridgeway en Prenton. Las víctimas fueron atacadas poco después de salir de su casa para ir a ver un partido del Everton. Ambos tenían boletos para toda la temporada.
Después del asesinato, Finlay se dio a la fuga. Su búsqueda recibió publicidad masiva el jueves 12 de febrero de 2009, luego de un emotivo y conmovedor mensaje enviado por la viuda de McKenna y transmitido repetidamente por la BBC Radio 5. Su hermano mayor, Paul, pidió que se entregara a la policía. Se recomendó al público no acercarse a él, ya que se lo consideraba peligroso, y que si alguien lo veía debía informar del avistamiento a la estación de policía más cercana.
Gary Finlay apareció en la "lista de los más buscados" del Reino Unido  y en las noticias de la televisión británica. La historia apareció en los periódicos nacionales del Reino Unido  y también fue difundida por agencias de noticias internacionales.
Finlay fue arrestado el 25 de febrero de 2009  por la policía británica y sentenciado a un mínimo de 25 años después de admitir el asesinato de Graham McKenna y el intento de asesinato de su hijo Michael McKenna.